# Белоусова, Полина Юрьевна
Полина Юрьевна Белоусова (род. 1 декабря 1988, Туапсе, Краснодарский край) — российская дзюдоистка, призёр чемпионатов России, мастер спорта России международного класса. В 2013 году в рейтинге всемирной федерации дзюдо заняла 42 позицию в своей весовой категории. Оставила большой спорт в 2012 году.

## Спортивные результаты
- Чемпионат России по дзюдо 2008 года — ;
- Чемпионат России по дзюдо 2009 года — ;
- Чемпионат России по дзюдо 2012 года — ;

### Этапы Кубка мира
- Минск, 2009 год — ;
- Будапешт, 2010 год — ;

### Этап Кубка Европы
- Селье, 2009 год — ;
- Борус, 2009 год — ;
- Сараево, 2010 год — ;
- Сараево, 2011 год — ;
- Оренбург, 2011 год — ;
- Сараево, 2012 год — ;